# 東京都立文京盲学校
東京都立文京盲学校（とうきょうとりつ ぶんきょうもうがっこう）は、東京都文京区後楽一丁目にある都立視覚特別支援学校。
高等部のみを有する視覚特別支援学校で、日本では同校と福岡県立福岡高等視覚特別支援学校の2校のみである。

## 概要
歴史
1908年（明治41年）築地本願寺内に設置された「盲人技術学校」を前身とする。1951年（昭和26年）に現校名となった。1962年（昭和37年）には小学部と中学部が分離し、高等部のみとなる。2013年（平成25年）に創立105周年を迎えた。
設置学部
- 高等部
  - 普通科
  - 専攻科
    - 保健理療科
    - 理療科

校章
六芒星を背景にして、中央に校名の頭文字「文」を置いている。
校歌
現校歌は1969年（昭和44年）に制定。作詞は原田重久、作曲は團伊玖磨による。歌詞は3番まであり、3番に校名の「文京」が登場する。
応援歌
作詞は小清水龍之介、作曲は志賀静男による。歌詞は3番まであり、3番に校名の「文京」が登場する。
寄宿舎
校舎の4・5階部分が寄宿舎となっている。

## 沿革
- 1908年（明治41年）9月21日  - 築地本願寺内に「盲人技術学校」が設立される。
- 1912年（大正元年）12月9日 - 火災により校舎を焼失。
- 1913年（大正 2年）- 新校舎が完成。
- 1920年（大正 9年）- 高等科を設置。
- 1923年（大正12年）- 関東大震災により、校舎を焼失。盲学校及聾唖学校令が公布される。
- 1924年（大正13年）4月 - 中等部を設置。
- 1925年（大正14年）4月 - 研究科、別科を設置。
- 1929年（昭和 4年）- 新校舎が完成。
- 1931年（昭和 6年）- 東京府立代用校として指定を受ける。
- 1944年（昭和19年）- 戦争の激化により、生徒を地方の盲学校に転学させ、学校を閉鎖。
- 1946年（昭和21年）- 東京都の要請により学校を再開。
- 1948年（昭和23年）4月 - 「東京都立築地盲学校」に改称。小学部、中学部、高等部（あん摩マッサージ指圧科・はり科・きゅう科）を設置。
- 1951年（昭和26年）4月 - 「東京都立文京盲学校」（現校名）と改称。あん摩マッサージ指圧師養成学校として認可を受ける。
- 1952年（昭和27年）- あん摩マッサージ指圧師・はり師・きゅう師養成学校の認可を受ける。
- 1953年（昭和28年）- 現在地に新校舎が完成し、移転を完了。築地校を廃止。
- 1962年（昭和37年）4月 - 小学部・中学部を「東京都立久我山盲学校」[2]、「東京都立葛飾盲学校」として分離し高等部のみとなる。高等部に理療科乙課程を設置。
- 1963年（昭和38年）4月 - 専攻科理療科二部を設置。校舎改築のため、青柳仮校舎に移転。
- 1965年（昭和40年）- 新校舎が完成し、授業を開始。
- 1966年（昭和41年）4月 - 高等部普通科を設置。
- 1969年（昭和44年）- 校旗と校歌を制定。
- 1977年（昭和52年）4月 - 高等部本科保健理療科を設置。
- 1985年（昭和60年） - 校舎の大改修工事を実施。
- 1990年（平成2年）4月 - 本科保健理療科を廃止の上、専攻科保健理療科を設置。
- 1997年（平成9年）- 仮校舎に移転。
- 2000年（平成12年）12月 - 新校舎が完成。
- 2001年（平成13年）1月 - 新校舎での授業を開始。
- 2003年（平成15年）4月 - 専攻科において2学期制を実施。
- 2004年（平成16年）4月 - 普通科において2学期制を実施。
- 2008年（平成20年）-  創立100周年記念式典を挙行。

## 交通
最寄りの鉄道駅
- 「後楽園駅」
  - 東京メトロ 丸ノ内線
- 「飯田橋駅」
  - JR東日本 中央・総武線（各駅停車）
  - 東京メトロ 南北線・有楽町線・東西線
  - 都営地下鉄 大江戸線

最寄りの幹線道路
- 東京都道434号牛込小石川線 「牛天神下」交差点

## 周辺
- 文京区立後楽幼稚園
- 東京ドーム
- 小石川後楽園・後楽公園
- 筑波大学附属大塚特別支援学校
- 文京区立第三中学校
- 警視庁第五方面本部
- 中央大学理工学部
- 中央大学高等学校
- 文京区役所
- 小石川税務署
- りそな銀行東京営業部
- 文京区小石川運動場
- 警視庁遺失物センター

## 卒業生
- 澤田優蘭（パラ陸上競技選手。2008年北京パラリンピック出場）
- 木村由（パラローイング、ゴールボール選手。2020年東京パラリンピック出場）[3]

## 参考資料
- 「東京都立文京盲学校 創立八十周年記念誌」（1988年（昭和63年）、東京都立文京盲学校）